# The Roop
The Roop — литовская поп-рок-группа из Вильнюса, представитель Литвы на песенном конкурсе «Евровидение 2021» с песней «Discoteque».
Также группа должна была представлять Литву с песней «On Fire» на песенном конкурсе «Евровидение 2020», который был отменён из-за пандемии COVID-19.

## История
The Roop была создана в ноябре 2014 года в Вильнюсе. Название, по словам участников, образовано от архаичного английского слова «кричать». До объединения все участники имели опыт работы в музыкальной индустрии.
Дебют состоялся с песни Be Mine, в видеоклипе снялись литовская актриса Северия Янушаускайте и Виктор Тополис. Ролик имеет социальный подтекст. Клип снимался в Вильнюсе, под режиссурой Витаутаса Тинтериса.
В феврале 2015 года группа выпустила видеоработу на композицию In my arms. В октябре был выпущен видеоклип на песню Not too late, который стал первым клипом в мире, в котором использовалась съёмка на 360 градусов.
Дебютный альбом To Whom It May Concern был записан на студии DK Records и выпущен 30 ноября 2015 года, второй альбом Ghosts был выпущен в 2017 году. В мае 2018 года был выпущен ЕР-альбом Yes, I Do.
6 июля 2020 года для церемонии военного парада была выбрала композиция «On Fire».
В октябре группа подписала контракт с музыкальным лейблом Warner Music Group.
В декабре группа попала в пять номинаций литовской премии M.A.M.A.: «Песня года» и «Видео года» («On Fire»), «Поп-группа года», «Группа года» и «Открытие года». 2 января 2021 года The Roop на церемонии награждения LRT 2020 была объявлена «Послом года». 27 марта прошла церемония награждения премии M.A.M.A., по результатам которой группа одержала победу в 4 номинациях из 5 («Песня года» («On Fire»), «Поп-группа года», «Группа года» и «Открытие года»).

## Евровидение
В 2018 году группа принимала участие в литовском национальном отборе на 63-м песенном конкурсе «Евровидение» с песней «Yes, I Do», в финале отбора они заняли третье место.
The Roop вернулись на литовский нацотбор в 2020 году, в финале которого группа получила высшие баллы от судей и зрителей. 15 февраля того же года The Roop получили право представлять Литву на 65-м песенном конкурсе «Евровидение» в Роттердаме. По предсказаниям букмекеров портала Eurovisionworld, группа могла бы занять первое место на конкурсе, но позже переместились на второе.
Основатели блога Wiwibloggs провели голосование, где The Roop заняли 1 место, набрав 121 балл. По зрительскому голосованию в Австралии, Швейцарии и Дании, группа заняла 3 место. Согласно голосованию российского европаблика группа заняла 1 место с 593 баллами (358 по жюри и 235 по зрителям). На Украине The Roop заняли вторую позицию.
По голосованию читателей блога Wiwibloggs, группа заняла 1 место среди балтийских стран-участников, также одержали победу в номинации «Танцующие короли». Второе место, согласно голосованию того же блога, было получено в номинации «Лучшая песня Евровидения-2020, прошедшая национальный отбор».
16 мая 2020 года группа была приглашена выступить на немецком аналоге конкурса, где по голосованию телезрителей заняла 1 место.
The Roop были вновь приглашены на литовский отбор в 2021 году с автоматическим прохождением в финал. 23 ноября группа подтвердила своё участие в национальном отборе. 22 января 2021 года была выпущена песня «Discoteque», с которой The Roop будут участвовать в финале отбора. В тот же день был выпущен видеоклип на песню, снятый режиссёром Саулюсом Барадинскасом, который набрал более миллиона просмотров за два дня, что является рекордом для литовского YouTube. 25 января песня достигла 1-го места в чарте Spotify Lithuania Top 50, а также занял первую позицию в литовских чартах Apple Music, iTunes и Deezer.
6 февраля 2021 года состоялся финал национального отбора, на котором, по итогам голосования, The Roop была выбрана повторно представителем Литвы на конкурсе «Евровидение». В финале группа получила 74 512 голосов и заняла первое место как в зрительском голосовании, так и в выборе жюри.
18 мая состоялся первый полуфинал конкурса Евровидение, по результатам которого группа The Roop прошла в гранд-финал. По результатам финала, группа заняла 8 место, набрав 220 баллов (55 балла от жюри и 165 баллов от телезрителей). Также группа вошла в пятёрку OGAE–2021, заняв 4 строчку с 301 баллом.

## Участники группы
- Вайдотас Валюкявичюс[56] (лит. Vaidotas Valiukevičius) — вокал и клавишные. Вайдотас родился 27 мая 1981 года в городе Каунас[57][58]. Окончил режиссёрский факультет Клайпедского университета. Был солистом групп Omega, Kosmo[59]. Также принимал участие в различных телевизионных шоу[60]. В 2009 году стал ведущим телешоу[61]. В 2010 году исполнил одну из главных ролей в двух частях сериала «Мой любимый враг»[62]. До группы выступал под псевдонимом Milanno[63]. В 2019 году участвовал в литовском аналоге «Танцев со звёздами»[64]. Параллельно с работой в группе совмещает сольную деятельность[58]. Вайдотас веган и выступает за права животных[65][66]. Владелец сайта WEBseminarai[67]. C 2008 года встречается с Deimante Litvinaite[68], на которой вскоре женился.
- Робертас Баранаускас (лит. Robertas Baranauskas) — перкуссия, барабаны, бэк-вокал. Робертас работал с Вайдотасом в проекте Milanno[69].
- Мантас Банишаускас (лит. Mantas Banišauskas) — гитара, бэк-вокал. Робертас и Мантас знакомы со школьных времён, именно Робертас познакомил Вайдотаса и Мантаса и пригласил в группу[70]. У Робертаса и Мантаса помимо деятельности в группе есть основная работа. Также Робертас выполняет роль технического директора[64].
- Бывший участник: Вайнюс Симукенас (лит. Vainius Šimukėnas) (2014—2018) — бас-гитара, бэк-вокал.

## Дискография

### Альбом
| Название               | Детали                                                   |
| ---------------------- | -------------------------------------------------------- |
| To Whom It May Concern | - Дата: 30 ноября 2015 - Формат: CD, Digital, Streaming  |
| Ghosts                 | - Дата: 16 октября 2017 - Формат: CD, Digital, Streaming |

### Мини-альбом
| Название  | Детали                                               |
| --------- | ---------------------------------------------------- |
| Yes, I Do | - Дата: 24 мая 2018 - Формат: CD, Digital, Streaming |

### Синглы
| Год                                      | Название                   | Самая высокая позиция в чарте | Альбом                 |
| Год                                      | Название                   | LT                            | Альбом                 |
| ---------------------------------------- | -------------------------- | ----------------------------- | ---------------------- |
| 2014                                     | «Be Mine»                  | —                             | To Whom It May Concern |
| 2015                                     | «In My Arms»               | —                             | To Whom It May Concern |
| 2016                                     | «Hello»                    | —                             | Ghosts                 |
| 2017                                     | «Dream On»                 | —                             | Ghosts                 |
| 2017                                     | «Keista Draugystė»         | —                             | Ghosts                 |
| 2018                                     | «Yes, I Do»                | —                             | Yes, I Do              |
| 2019                                     | «Silly Me»                 | —                             | Yes, I Do              |
| 2019                                     | «Dance with Your Hands»    | —                             | Yes, I Do              |
| 2020                                     | «On Fire»                  | 1                             |                        |
| 2020                                     | «Keista Draugystė (remix)» | —                             |                        |
| 2021                                     | «Discoteque»               | 1                             |                        |
| 2021                                     | «Ohmygodable»              | 68                            |                        |
| 2022                                     | «Love Is All We Got»       | —                             |                        |
| «—» означает, что сингл не вошел в чарт. |                            |                               |                        |